# خلیج جرج

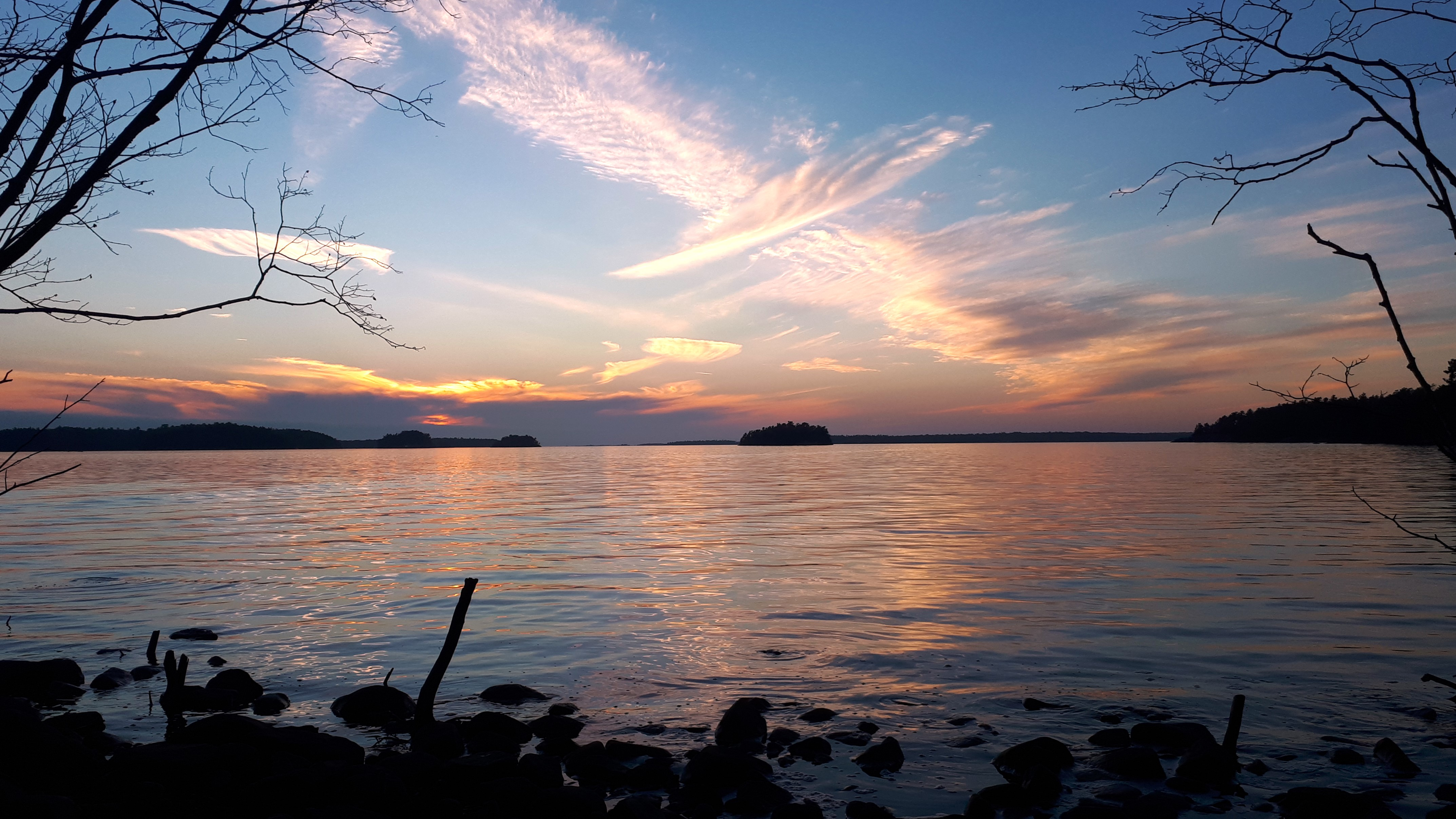
غروب افتاب در خلیج جرج

خلیج جرج (به انگلیسی: Georgian Bay) یک خلیج در کانادا است که در انتاریو واقع شده‌است.